# Henrik Krüger
Henrik Krüger er en dansk forfatter der har skrevet en række faglitterære bøger om blandt andet narko-kriminalitet og emner omkring Anden Verdenskrig, herunder om Hans V. Tofte og Luftangrebet på Bari. Derudover har han også udgivet romaner.
Krüger har været USA-korrespondent for Politiken.

## Ufuldstændig bibliografi
- Henrik Krüger (1975) Doktoren - en journalistisk roman om tortur. Bogan
- Henrik Krüger (1976). Action, mand! : Rockerliv i Danmark. Bogan.
- Henrik Krüger (1976) Smukke Serge og Heroinen. Bogan
- Henrik Krüger (1977) Røde Alice og Strømeren. Roman. Bogan
- Henrik Krüger og Niels Levinsen (1978) Fascismens Internationale Net. Bogan
- Henrik Krüger (1978) Likvidér Boilesen. Breien
- Henrik Krüger (1980) The Great Heroin Coup. South End  Press, Boston og Toronto University Press.
- Henrik Krüger (1981) Winther - en dansk storsvindlers bekendelser. Bogan
- Henrik Krüger (1983) Narkostrømer. Roman. Bogan
- Henrik Krüger (1984) L'Arme de la Drogue. Messidor, Temps Actuels.
- Henrik Krüger og Harly Foged (1985). Flugtrute Nord. Bogan.
- Henrik Krüger (1988) Jaguarens Søn. Bogan
- Henrik Krüger: (1991) Min bid af New York. Bogan
- Henrik Krüger (1995). Køn på afveje : feminismens vildveje og mandens vej mod tilintetgørelse. Bogan.
- Henrik Krüger (2005). Hans V. Tofte - den danske krigshelt, der kom til tops i CIA. Aschehoug.
- Henrik Krüger (2009). Sømænd i Helvede. ISBN 978-87-92573-01-8.
- Henrik Krüger (2016) The Great Heroin Coup (Opdateret og udvidet version) TrineDay.
- Hrenrik Krüger (2021) Den Blodige Præstejagt, Skriveforlaget